# Хорватия на зимних Олимпийских играх 2006
Хорватия принимала участие в Зимних Олимпийских играх 2006 года в Турине (Италия) в пятый раз за свою историю, и завоевала две серебряные, одну золотую медали. Сборную страны представляло 23 спортсмена (16 мужчин, 7 женщин).

## Медалисты
| Медаль  | Спортсмен      | Вид спорта        | Дисциплина           |
| ------- | -------------- | ----------------- | -------------------- |
| Золото  | Яница Костелич | Горнолыжный спорт | Женщины, комбинация  |
| Серебро | Ивица Костелич | Горнолыжный спорт | Мужчины, комбинация  |
| Серебро | Яница Костелич | Горнолыжный спорт | Женщины, супергигант |